# Finsingbach
Der Finsingbach ist ein ganzjähriges Fließgewässer in den Tuxer Alpen in Tirol.
Er entsteht östlich unterhalb des Pfundsjochs, fließt in weitgehend nordostwärtiger Richtung durch das Finsingtal, im Verlauf durch Hochfügen und Kleinboden, bis er bei Finsing von links in den Ziller mündet.